# Флавий Евгений
Вижте пояснителната страница за други личности с името Евгений.
Флавий Евгений (лат. Flavius Eugenius) е римски император, узурпатор на трона на Западната римска империя между 392 и 394 г.
Преподавател по реторика в императорския двор, Евгений дължи възкачването си на франкът Арбогаст, влиятелен военачалник и magister militum (командващ армията) при управлението на Валентиниан II. На 22 август 392 г. младият император е намерен обесен в галската си резиденция във Виен, няколко дни след като е уволнил всесилния Арбогаст при бурен скандал. Арбогаст, който твърди, че императорът сам е посегнал на живота си, в опит да прикрие участието си в неговото убийство, веднага издига за император своето протеже Флавий Евгений – образован, но слабохарактерен чиновник.
Като император Евгений показва липса на собствена воля и е зависим от Арбогаст, който фактически се разпорежда с властта и ръководи армиите. Повлиян от интересите на патрициите и сенатското съсловие, от чиито среди произхожда, Евгений започва възстановяването на Олтара на Победата и Храма на Венера в Рим. Подновява финансирането и възстановяването на езически храмове. Макар и християнин, той става последния римски император, който подкрепя езическия политеизъм.
Теодосий I, императорът в Константинопол обявява възкачването и политиката на Евгений за незаконни и започва военни действия срещу Западната империя. Докато Арбогаст осигурява военна помощ от страна на франките и алеманите, Теодосий настъпва в Илирия с армия, подкрепена от готски федерати. В двуневната битка при Фригид (на границата между днешните Словения и Италия) войските на Арбогаст и Евгений са победени от тези на Теодосий, а бившият узурпатор е заловен и екзекутиран (6 септември 394 г.).